# Euthore fastigiata
Euthore fastigiata là loài chuồn chuồn trong họ Polythoridae. Loài này được Selys mô tả khoa học đầu tiên năm 1859.